# Bernard Dematteis
Pour les articles homonymes, voir Dematteis.
Bernard Dematteis, né le 24 mai 1986 à Sampeyre est un coureur de fond italien spécialisé en course en montagne. Il est triple champion d'Europe de course en montagne et sextuple champion d'Italie. Il est le frère jumeau de Martin Dematteis.

## Biographie
Bernard grandit à Rore, dans le val Varaita. Sa famille habite une maison éloignée de la route et les deux frères doivent parcourir tous les jours le chemin de 1,5 km pour prendre le bus pour aller l'école. Avec son frère, il court pour être le premier. D'abord un jeu, la course en montagne devient une véritable passion au fil du temps. Toujours avec son frère, il s'essaie sans succès au football et au ski de fond mais se découvre finalement de bonnes aptitudes en athlétisme.
Il décroche la médaille d'argent aux championnats d'Europe de course en montagne 2008 où il remporte également l'or par équipes avec Marco De Gasperi et Marco Gaiardo. Cette année, il remporte son premier titre de champion d'Italie de course en montagne.
Les des championnats d'Europe 2011 à Bursa, il termine quatrième derrière le Portugais José Gaspar. Ce dernier est ensuite disqualifé après avoir été contrôlé positif au contrôle antidopage. Bernard hérite de la médaille de bronze. Il remporte également l'or par équipes avec Gabriele Abate et Alex Baldaccini,.
En 2013 à Borovets, il parvient à stopper la série de victoires d'Ahmet Arslan et remporte son premier titre de champion d'Europe devant son compatriote Alex Baldaccini. Avec Xavier Chevrier quatrième, il décroche à nouveau la médaille d'or par équipes.
Les 8 mai et 10 mai 2014, il prend part à la Transvulcania avec son frère. Ils effectuent le doublé, Bernard en tête, sur le kilomètre vertical en devançant Kílian Jornet. Le surlendemain, Martin remporte le Media Maratón devant Bernard. Le 27 juin 2014, il réalise un excellent chrono de 34 min 36 s sur le kilomètre vertical du Mont-Blanc, épreuve des Championnats du monde de skyrunning. Seul Kílian Jornet parvient à le battre, Bernard monte donc sur la seconde marche du podium. Le 12 juillet 2014, il remporte son second titre de champion d'Europe et décroche encore la médaille d'or par équipes, la première avec son frère Martin.
Les 18 juillet et 19 juillet 2015, il termine troisième du Piz Tri Vertical et premier du Fletta Trail. Il remporte ainsi le classement combiné du Mémorial Bianchi. De plus, le Fletta Trail compte comme championnats d'Italie de course en montagne longue distance. Il ajoute ainsi un nouveau titre à son palmarès. Le 19 septembre 2015, il remporte la médaille d'argent aux Championnats du monde de course en montagne et remporte l'or par équipes. Il remporte également son sixième titre de champion d'Italie de course en montagne.
Le 2 juillet 2016, il mène la course des championnats d'Europe de course en montagne à Arco mais s'arrête juste avant la ligne d'arrivée. Il offre ainsi la victoire à son frère qui a perdu son fils de 11 moins dans des circonstances tragiques peu auparavant. Le 6 novembre 2016, il court le marathon de New York et termine 32e en 2 h 27 min 42 s.
En 2017, il court un peu plus sur route. Il termine meilleur Italien aux semi-marathons de Naples, Turin et Saluzzo ainsi que du marathon de Padoue.
Il remporte son troisième titre de champion d'Europe de course en montagne le 1er juillet 2018 à Skopje, devançant Cesare Maestri et Martin. Le trio remporte ainsi allègrement la médaille d'or par équipes. Le 7 octobre 2018, il remporte son troisième titre de champion d'Italie de kilomètre vertical à Chiavenna.

## Palmarès

### Course en montagne
| no  | masculin           | Course                                                   | Longueur | Départ            | Temps           |
| --- | ------------------ | -------------------------------------------------------- | -------- | ----------------- | --------------- |
| 4e  | 4e                 | Trophée mondial de course en montagne                    | 12 km    | 14 septembre 2008 | 55 min 48 s     |
| 4e  | 4e                 | Championnats du monde de course en montagne              | 13,2 km  | 6 septembre 2009  | 56 min 2 s      |
| 2e  | Médaille d'argent  | Kilomètre vertical Chiavenna-Lagùnc                      | 3,3 km   | 25 juillet 2010   | 32 min 13 s     |
| 5e  | 5e                 | Sierre-Zinal                                             | 31 km    | 8 août 2010       | 2 h 40 min 55 s |
| 3e  | Médaille de bronze | Championnats d'Europe de course en montagne              | 12 km    | 10 juillet 2011   | 59 min 41 s     |
| 2e  | Médaille d'argent  | Kilomètre vertical Chiavenna-Lagùnc                      | 3,3 km   | 17 juillet 2011   | 32 min 9 s      |
| 1re | Médaille d'or      | Mémorial Giovanni Bianchi                                | 9,5 km   | 7 août 2011       | 35 min 39 s     |
| 4e  | 4e                 | Championnats du monde de course en montagne              | 13,5 km  | 11 septembre 2011 | 54 min 16 s     |
| 1re | Médaille d'or      | Championnats d'Italie de kilomètre vertical              | 3,3 km   | 15 juillet 2012   | 30 min 55 s     |
| 1re | Médaille d'or      | Championnats d'Europe de course en montagne              | 11,8 km  | 6 juillet 2013    | 56 min 30 s     |
| 1re | Médaille d'or      | Championnats d'Italie de kilomètre vertical              | 3,3 km   | 14 juillet 2013   | 30 min 30 s     |
| 5e  | 5e                 | Championnats du monde de course en montagne              | 13,56 km | 8 septembre 2013  | 55 min 44 s     |
| 1re | Médaille d'or      | Transvulcania Vertical Kilometer                         | 6,6 km   | 8 mai 2014        | 47 min 23 s     |
| 2e  | Médaille d'argent  | Transvulcania Media Maratón                              | 26,8 km  | 10 mai 2014       | 2 h 19 min 59 s |
| 2e  | Médaille d'argent  | Championnats du monde de skyrunning - Kilomètre vertical | 3,8 km   | 27 juin 2014      | 34 min 36 s     |
| 1re | Médaille d'or      | Championnats d'Europe de course en montagne              | 12,8 km  | 12 juillet 2014   | 56 min 10 s     |
| 1re | Médaille d'or      | Fletta Trail                                             | 21 km    | 3 août 2014       | 1 h 27 min 36 s |
| 2e  | Médaille d'argent  | Mémorial Partigiani Stellina                             | 11 km    | 24 août 2014      | 1 h 6 min 25 s  |
| 4e  | 4e                 | Championnats du monde de course en montagne              | 12 km    | 14 septembre 2014 | 55 min 49 s     |
| 2e  | Médaille d'argent  | Kilomètre vertical Chiavenna-Lagùnc                      | 3,3 km   | 28 septembre 2014 | 32 min 15 s     |
| 7e  | 7e                 | Championnats d'Europe de course en montagne              | 11,8 km  | 4 juillet 2015    | 1 h 3 min 51 s  |
| 3e  | Médaille de bronze | Piz Tri Vertical                                         | 3,5 km   | 18 juillet 2015   | 35 min 53 s     |
| 1re | Médaille d'or      | Fletta Trail                                             | 21 km    | 19 juillet 2015   | 1 h 28 min 49 s |
| 2e  | Médaille d'argent  | Championnats du monde de course en montagne              | 13 km    | 19 septembre 2015 | 49 min 44 s     |
| 1re | Médaille d'or      | Castle Mountain Running - Gundersen Race                 | 9,4 km   | 26 septembre 2015 | 37 min 18 s     |
| 1re | Médaille d'or      | Kilomètre vertical Chiavenna-Lagùnc                      | 3,3 km   | 11 octobre 2015   | 32 min 27 s     |
| 3e  | Médaille de bronze | Championnats d'Italie de kilomètre vertical              | 4,2 km   | 14 mai 2016       | 35 min 13 s     |
| 2e  | Médaille d'argent  | Championnats d'Europe de course en montagne              | 12,31 km | 2 juillet 2016    | 53 min 34 s     |
| 3e  | Médaille de bronze | Piz Tri Vertical                                         | 3,5 km   | 6 août 2016       | 34 min 55 s     |
| 3e  | Médaille de bronze | Fletta Trail                                             | 21 km    | 7 août 2016       | 1 h 28 min 39 s |
| 1re | Médaille d'or      | Mémorial Partigiani Stellina                             | 11 km    | 28 août 2016      | 1 h 9 min 58 s  |
| 6e  | 6e                 | Championnats du monde de course en montagne              | 12,5 km  | 11 septembre 2016 | 1 h 5 min 6 s   |
| 2e  | Médaille d'argent  | Kilomètre vertical Chiavenna-Lagùnc                      | 3,3 km   | 9 octobre 2016    | 32 min 4 s      |
| 6e  | 6e                 | Championnats du monde de course en montagne              | 13 km    | 30 juillet 2017   | 56 min 4 s      |
| 2e  | Médaille d'argent  | Piz Tri Vertical                                         | 3,5 km   | 12 août 2017      | 34 min 32 s     |
| 1re | Médaille d'or      | Fletta Trail                                             | 21 km    | 13 août 2017      | 1 h 26 min 8 s  |
| 3e  | Médaille de bronze | Vertical Nasego                                          | 4,2 km   | 12 mai 2018       | 37 min 12 s     |
| 1re | Médaille d'or      | Championnats d'Europe de course en montagne              | 11 km    | 1er juillet 2018  | 46 min 51 s     |
| 2e  | Médaille d'argent  | Fletta Trail                                             | 21 km    | 5 août 2018       | 1 h 28 min 50 s |
| 9e  | 9e                 | Championnats du monde de course en montagne              | 12 km    | 16 septembre 2018 | 59 min 48 s     |
| 3e  | Médaille de bronze | Course de montagne du Hochfelln                          | 8,9 km   | 30 septembre 2018 | 44 min 5 s      |
| 2e  | Médaille d'argent  | Course de Šmarna Gora                                    | 10 km    | 6 octobre 2018    | 42 min 23 s     |
| 2e  | Médaille d'argent  | Kilomètre vertical Chiavenna-Lagùnc                      | 3,3 km   | 7 octobre 2018    | 32 min 15 s     |
| 2e  | Médaille d'argent  | K42 Adventure Marathon                                   | 42 km    | 17 novembre 2018  | 3 h 45 min 40 s |
| 3e  | Médaille de bronze | Course du Snowdon                                        | 16,9 km  | 20 juillet 2019   | 1 h 7 min 6 s   |

### Route
| Année | Compétition             | Lieu   | Place | Épreuve       | Performance     |
| ----- | ----------------------- | ------ | ----- | ------------- | --------------- |
| 2017  | Semi-marathon de Naples | Naples | 4e    | Semi-marathon | 1 h 7 min 36 s  |
| 2017  | Semi-marathon de Turin  | Turin  | 5e    | Semi-marathon | 1 h 9 min 15 s  |
| 2017  | Marathon de Padoue      | Padoue | 4e    | Marathon      | 2 h 21 min 56 s |

## Records
| Épreuve       | Performance     | Date              | Lieu            |
| ------------- | --------------- | ----------------- | --------------- |
| 10 kilomètres | 31 min 42 s     | 24 septembre 2017 | Aoste           |
| Semi-marathon | 1 h 6 min 35 s  | 7 avril 2013      | Fiesso d'Artico |
| Marathon      | 2 h 21 min 56 s | 23 avril 2017     | Padoue          |